# Ludwig Strobel

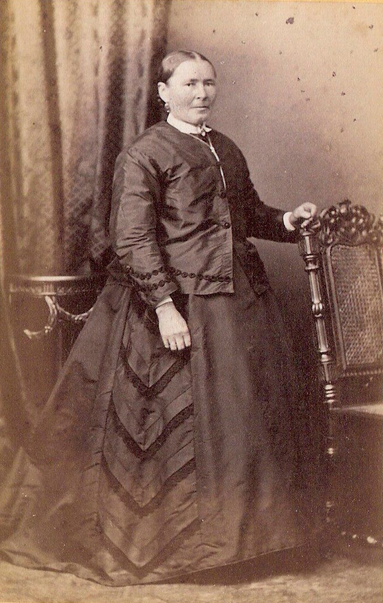
Carte de visite einer Unbekannten

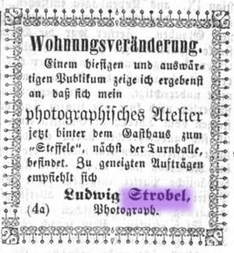
Umzugsanzeige von 1864

Ludwig Strobel (* im 19. Jahrhundert; † im 19. oder 20. Jahrhundert) war ein Fotograf. Er war im 19. Jahrhundert in Kempten aktiv.

## Leben
Inserate in den örtlichen Zeitungen legen nahe, dass Strobel etwa ab den 1850er Jahren in Kempten ein Atelier betrieb; möglicherweise etablierte er sich dort 1852 „in der ehemaligen Schmiedzunft nächst dem Rathhause.“ In einer frühen Anzeige bezeichnete er sich noch als „Daguerreotypist, Photograph und Maler“, wenige Jahre später bot er Fotografien auf Papier, Glas und Wachstuch an. 1861 modernisierte er sein Atelier und erwähnte in einer Anzeige, dieses sei nun neu „eingerichtet in Staffage und Maschinen, besonders für die so beliebten Album-Porträts“.
Im Jahr 1864 verlegte er das Atelier, das offenbar mit seinem Wohnsitz kombiniert war, hinter das Gasthaus zum Steffele. Die Ortsangabe „nächst der Turnhalle“, die er auf die Rückseiten seiner Bilder aufdrucken ließ, verwendete später auch noch sein Nachfolger J. M. Rauch, der etwa bis zur Zeit des Ersten Weltkrieges tätig war und einen Verlag und eine sogenannte Kunstanstalt besaß. Während Strobel sich noch auf die Atelierfotografie konzentriert zu haben scheint, schuf Rauch, der oft nur die Namensform „M. Rauch“ verwendete, zahlreiche Landschaftsaufnahmen, die auch als Ansichtskarten vertrieben wurden.
Strobel verwendete neben der deutschen zeitweise auch die französische Form seinen Vornamens, „Louis“.